# 威廉·罗素
威廉·罗素爵士，KStJ（Sir William Anthony Bowater Russell；1965年4月15日—)，是英國銀行家 、2019－21年任倫敦市市長。

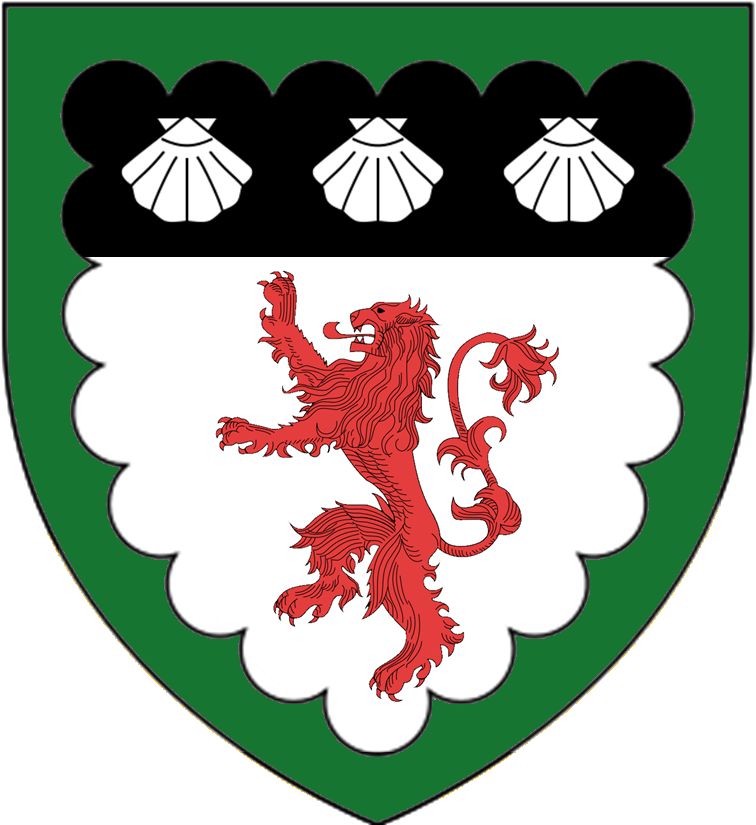
威廉·羅素的紋章

他在伦敦市长官邸接待來訪的外國政府領導人、並代表英國政府在海外處理財務事務。
鑑於COVID-19大流行對全球公共生活造成的破壞，罗素市長於2020年9月29日再次當選倫敦市市長，任職至2021年。
他是自1861年威廉·庫比特市長以來唯一任職超過一個任期的倫敦市市長。

## 家庭
威廉的母親夏洛特·博沃特來自肯特郡的一家紙包裝商家庭；威廉的祖父伊恩·博沃特爵士是1969－70年任倫敦市市長、曾祖父法蘭克·博沃特爵士，第一代從男爵為1938－39年任倫敦市市長。
名演員達米安·路易斯是他的同母異父兄弟。

## 骑士爵位
- KStJ，Most Venerable Order of the Hospital of St John of Jerusalem（2019）[6]
- 下級勳位爵士：2022年

## 外部連結
- www.cityoflondon.gov.uk
- www.burkespeerage.com : RUSSELL, Bt（页面存档备份，存于）
- The Lord Mayor's Show (BBC)（页面存档备份，存于）